# Susana Benet
Susana Benet Fayos (Valencia, 9 de noviembre de 1950) es escritora y acuarelista especializada en la cultura y el cultivo del haiku occidental.

## Biografía
Se licenció en Psicología en 1981 por la Universidad de Valencia. Desempeñó trabajos administrativos en diferentes empresas. En el año 2003 comenzó a colaborar en  la página digital: “El Rincón del Haiku”. Tres años después publicó su primera colección de haikus: Faro del bosque. Por esas fechas promovió, junto a otros poetas, la Tertulia del Almudín, dedicada en exclusiva al haiku.
Ha sido incluida en varias antologías: Poetas de corazón japonés (Edit. Celya, 2006) y Tertulia de haiku (Edit. El Taller de Poeta, 2007). Brisa del mar y Perro sin dueño (ambas publicadas por la UCLM, 2007-2008) Participó con otros autores (Enrique Bader,  Vicent Berenguer, José Luis Parra y Pedro Antonio Parra) en el libro La Muerte (Edit. Krausse, 2009), donde aparte de haiku, incluye algunos poemas de estilo occidental. En esta misma editorial publicó un “libro de artista”: Jardín, en el que combina acuarela y haiku. Ha impartido Talleres de haiku en el I y II Encuentro Internacional de Haiku de la Universidad de Castilla-La Mancha, (Albacete). En 2007 obtuvo el 2º Premio de Haiku en el I Concurso Internacional de Haiku organizado por la Universidad de Castilla-La Mancha, y en 2013 el 1º Premio de Haiku Ciudad de Medellín.

## Obras

### Poesía
- 2006 Faro del bosque - Editorial Pre-Textos (Valencia) ISBN 84-8191-758-3
- 2007 Lluvia menuda - Editorial Comares-La Veleta (Granada) ISBN 978-84-9836-349-4
- 2009 La muerte - Editorial Krausse (Valencia) ISBN 978-84-612-8004-9
- 2010 Jardín - Editorial Krausse (Valencia)
- 2011 Huellas de escarabajo - Editorial Comares-La Veleta (Granada) ISBN 978-84-9836-851-2
- 2013 La Durmiente - Editorial Pre-Textos (Valencia)  ISBN 978-84-15576-60-0
- 2015 Lo olvidado - Editorial Frailejón (Medellín (Colombia))  ISBN 978-958-46-7139-4
- 2015 La enredadera - Editorial Renacimiento (Sevilla)  ISBN 978-84-16246-89-2
- 2018 Grillos y luna - Editorial La Isla de Siltolá (Sevilla)  ISBN 978-84-16682-97-3
- 2018 Don de la noche - Editorial Pre-Textos (Valencia)  ISBN 978-84-17143-77-0
- 2021 Falsa primavera - Editorial Libros Canto y Cuento (Jerez de la Frontera (Cádiz)) ISBN 978-84-121787-7-7
- 2021 Amiga de la calma Editorial Polibea (Madrid) ISBN 978-84-123928-5-2

### Antologías
- 2006 Poetas de corazón japonés – Edit. Celya (Salamanca) ISBN 84-96482-10-3
- 2007 Tertulia de haiku – El Taller del Poeta (Pontevedra) ISBN 978-84-92410-03-3
- 2007 Brisa del mar - UCLM (Albacete) ISBN 978-84-931441-3-5
- 2008 Perro sin dueño - UCLM (Albacete) ISBN 978-84-931441-3-5
- 2013 Haikool  - Éditions L'iroli (Beauvois-France) ISBN 978-2-916616-19-3
- 2013 El cántaro vacío -  Edit. Juan Felipe Jaramillo Toro (Medellín-Colombia) ISBN 978-958-99081-1-2
- 2013 Vida callada - Edit. Pre-Textos (Valencia) ISBN 978-84-15576-76-1
- 2013 Un viejo estanque - Edit. Comares - La Veleta (Granada) ISBN 978-84-9045-110-6 (Co-autora junto a Frutos Soriano)

### Traducciones
- 2017 Cien visiones de guerra. Autor: Julien Vocance - Editorial Renacimiento (Sevilla) ISBN 978-84-16981-52-6

### Narrativa
- 2022 Espejismo y otros relatos Editorial Renacimiento (Sevilla) ISBN 978-84-18153-64-8